# Roger Taddéï
 (avril 2020).
Si vous disposez d'ouvrages ou d'articles de référence ou si vous connaissez des sites web de qualité traitant du thème abordé ici, merci de compléter l'article en donnant les références utiles à sa vérifiabilité et en les liant à la section « Notes et références ».
Pas d'image ? Cliquez ici

a Compétitions nationales et continentales officielles uniquement.

Pour les articles homonymes, voir Taddeï.
Roger Taddéï est un joueur, entraineur et arbitre français de rugby à XV, né le 15 novembre 1904 à Brive et décédé le 5 août 1974 dans la même ville, du comité du Limousin.

## Biographie
Natif de Brive en Corrèze il intègre les équipes jeunes du CA Brive et intègre l'équipe première lors de la saison 1923-1924 au poste de 3e ligne aile qu'il occupe jusqu'en 1936.
En 1935, avec son coéquipier Fernand Teyssou il devient entraineur de l'équipe première, puis il entraine les juniors en 1936 et 1937 avant de passer à l'arbitrage avec succès.
 
Il arbitra notamment: 
- les finales du championnat de France de rugby à XV de 1952 entre le FC Lourdes et l'USA Perpignan et de 1954 entre le FC Grenoble et l'US Cognac;
- la finale de la coupe de France 1949 entre le CA Bègles et le Stade toulousain;
- 4 matchs internationaux de 1949 à 1955 (hors tournoi), dont le France-Italie de 1949 à Marseille.

Après sa carrière arbitrale, il assuma des fonctions dirigeantes d'abord au sein du CAB puis au sein du comité du Limousin dont il est le président de 1968 à 1974.
Il y a encore actuellement, une Coupe portant son nom qui est décernée aux champions de France juniors par équipes régionales de moins de 18 ans dans notre pays.

## Carrière

### Joueur
- 1923-1933 : CA Brive

### Entraîneur
- 1935-? : CA Brive (avec Fernand Teyssou)
- ? : CA Brive (juniors)
- 1951-1952 : CA Brive (avec André Jalinat)